# Zaghanābād
Zaghanābād (persiska: زغن آباد) är en ort i Iran.   Den ligger i provinsen Östazarbaijan, i den nordvästra delen av landet, 500 km nordväst om huvudstaden Teheran. Zaghanābād ligger 1 938 meter över havet och antalet invånare är 347.
Terrängen runt Zaghanābād är kuperad. Runt Zaghanābād är det ganska glesbefolkat, med 35 invånare per kvadratkilometer. Närmaste större samhälle är Mehtarlū, 7,1 km nordost om Zaghanābād. Trakten runt Zaghanābād består i huvudsak av gräsmarker.